# Időérzékelés
Az időérzékelés (időérzék, belső óra, biológiai óra, bioritmus) mentális és biológiai folyamatok összessége, amely során érzékelni tudjuk egy időtartam hosszát, valamint, hogy két dátum, vagy időintervallum egyenlő, esetleg különböző.

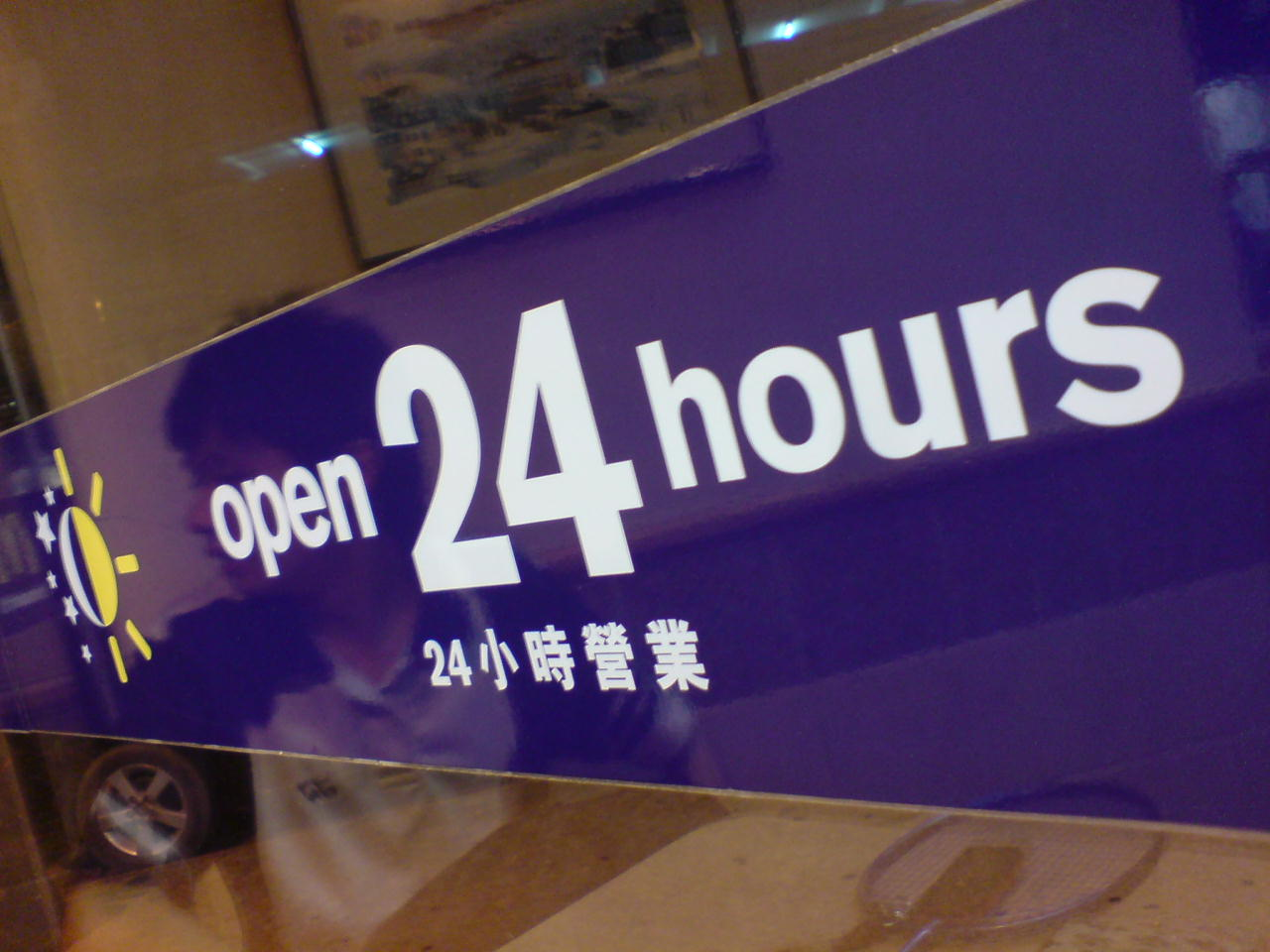

## Az idő természete
Az időt a fizikában alapfogalomnak tekintjük, emiatt csupán úgy definiálhatjuk, ha leírjuk a rá alkalmazott mérési módozatot és a választott mérési egységet.
Az idő, mint fizikai jelenség természetét és annak szubjektív voltát Albert Einstein relativitáselmélete írja le. Ugyanakkor Hermann Minkowski-nak tulajdonítható ezen elméletre épülő 4 dimenziós tér-idő szemlélet: rögzített koordináta-rendszerben egy adott pont térbeli elhelyezkedése mellett időre vonatkozó tulajdonsággal is bír. Így az időt a térbeli elrendezés változásaival (azaz eseményeken keresztül) érzékeljük.

## Az időérzék és egyéb érzékszerveink
Herbert Nichols megfigyelései alapján arra következtetett, hogy az időérzék hasonló a többi érzékszervi modalitáshoz. Az időérzékelés nem köthető egy elkülönült érzékszervhez, mivel az időt az eseményeken keresztül tudjuk értelmezni, így a többi érzékszervünkről bejövő ingerek képezik az észlelés alapját. Tulajdonképpen elmondhatjuk, hogy látjuk, halljuk és kitapinthatjuk az időt. Ugyanakkor, ha az összes külső érzékelésünk „elnémul” egy időre, belső érzékeink alapján továbbra is képesek vagyunk az idő észlelésére.
Megkülönböztethetjük az egyes események időbeli tulajdonságainak (pl.: mikor kezdődött, meddig tartott, mikor lett vége) észlelését a belső biológiai óránk által fenntartott ciklusoktól (cirkadián ritmus).

## Idegi alapjai
Bár az időérzék nem kapcsolható össze egy konkrét szenzoros rendszerrel, az már kimutatható, hogy az ember rendelkezik az időérzékelés számára elsődleges agyi területekkel.
A cirkadián ritmust a szuperkiazmatikus magban található sejtek irányítják, amely a tobozmirigy melatonin kiválasztásával szabályozza a ciklusokat. Ha a szuperkiazmatikus magot eltávolítjuk a szabályos alvás/ébrenlét ciklus eltűnik.
A külső események időmintázatainak észlelése szorosan kapcsolódik az események memóriába történő tárolásához, előhíváshoz. A kutatások főként a rövid események észlelését vizsgálják. A megfigyelések arra mutatnak, hogy agykérgi területek (többek között: jobb oldali fali lebeny, jobb oldali frontális lebeny) , a kisagy és a bazális ganglionok is szerepet játszanak az időérzékelés folyamán.
A Parkinson-kórban és az ADHD betegeknél kimutatható a bazális ganglionok abnormális működése, így meg lehet figyelni e betegségek és az időzavar közötti kapcsolatot.
Pszichoaktív szerek drasztikusan megváltoztatják az időérzéket. A stimulánsok használata mind embernél, mind patkányoknál az időintervallumok túlbecsülését okozzák, ezzel szemben a depresszánsok ellentétes hatásúak az érzékünkre. Ezek a zavarok az agy neurotranszmitter szintjével (mint például a dopamin és az adrenalin) hozható kapcsoltba. Az időintervallumok rossz becslése mögött az agy neurotranszmitter szintjeinek váltakozása állhat.

## A tapasztalati jelen
A tapasztalati jelen az a tudatos időtartam, amelyet „most” élünk meg. A tapasztalati jelen fogalmát először E. R. Clay használta, majd a legismertebb jellemzését William James írta le: az a rövid időtartam, amelyet közvetlenül és szüntelenül érzékelünk. James azt állítja, hogy az az időtartam, melynek folyamatosan tudatában vagyunk, változó hosszúságú egy pár másodperctől nem több, mint egy percig is tarthat (beleértve, hogy mi volt korábban ill. később).
C.D. Broad a következő gondolatmenettel magyarázta: Amit érzékelünk, mindig a jelenben tesszük. Az időt a mozgásokon (változásokon) keresztül észleljük. A mozgás (változás) egy folyamat, amelynek lefolyását idővel jellemezhetjük. Így az érzékelt idő egy időintervallum.
James a tapasztalati jelent a rövid-távú memória részeként határozta meg; ugyanakkor ez a tulajdonság önmagában nem elég, hisz előhívhatunk olyan információkat a rövid-távú memóriába, amelyek múltbeli eseményekhez kapcsolhatók.

## Az időérzék és a memória
William J. Friedman két elméletet írt le az időérzékelésre vonatkozóan:
„Strength model” az időt a memória tár egy adott tulajdonságaként rögzíti, amely az idő múlásával fennmarad. A memória tár korából tudjuk megítélni, hogy az adott memóriában mikori információ van, azaz milyen erős a lenyomata az adott adatnak. Egy régebbi eseményt gyengébb jel kódol.
Ez a modell ellentmond annak a jelenségnek, hogy néhány friss emlék gyorsabban eltűnik, mint más korábban megélt emlék.
A dedukciós modell szerint egy esemény ideje nem olvasható ki egyszerűen a memória egy tulajdonsága alapján, hanem következtetni lehet olyan más eseményekkel való viszonyából, amelyeknek idő mintázatát ismerjük.

## Életkor függő
Egy összehasonlító kutatásban 19-24 évesek és 60-80 évesek csoportját vizsgálták. Arra kérték őket, becsüljék meg mikor telik el 3 perc: a fiatalok átlaga becslése 3 perc 3 másodperc, még az idősebb kor átlaga: 3 perc 40 másodperc. Az eredmények arra mutatnak, hogy az életkor előrehaladtával változik az időérzék. [10]
Ismert jelenség, hogy a hosszabb időtartamok gyorsabbnak tűnnek idősebb korban. 8 és 9 éves kor közötti idő örökkévalóságnak tűnik a gyereknek, ezzel szemben 18 és 19 év közötti egy év egy pillanat alatt elmúlik. [11]

## Fordítás
- Ez a szócikk részben vagy egészben  a   Time perception című angol Wikipédia-szócikk ezen változatának fordításán alapul.  Az eredeti cikk szerkesztőit annak laptörténete sorolja fel. Ez a jelzés csupán a megfogalmazás eredetét és a szerzői jogokat jelzi, nem szolgál a cikkben szereplő információk forrásmegjelöléseként.